# Унгурень (Корнешть, Димбовіца)
Унгурень, Унгурені (рум. Ungureni) — село у повіті Димбовіца в Румунії. Входить до складу комуни Корнешть.
Село розташоване на відстані 41 км на північ від Бухареста, 38 км на південний схід від Тирговіште, 99 км на південь від Брашова.

## Населення
За даними перепису населення 2002 року у селі проживали 789 осіб, усі — румуни. Усі жителі села рідною мовою назвали румунську.